# Exomalopsis hurdi
Exomalopsis hurdi är en biart som beskrevs av Timberlake 1980. Exomalopsis hurdi ingår i släktet Exomalopsis och familjen långtungebin. Inga underarter finns listade i Catalogue of Life.